# Coelotes hiratsukai
Coelotes hiratsukai là một loài nhện trong họ Amaurobiidae.
Loài này thuộc chi Coelotes. Coelotes hiratsukai được miêu tả năm 1976 bởi Arita.